# 35 (число)
Вижте пояснителната страница за други значения на 35.
Трийсет и пет (също и тридесет и пет) е естествено число, предхождано от трийсет и четири и следвано от трийсет и шест. С арабски цифри се записва 35, а с римски – XXXV. Числото 35 е съставено от две цифри от позиционните бройни системи – 3 (три) и 5 (пет).

## Математика
- 35 е нечетно число.
- 35 е съставно число.
- 35 е петото тетраедрално число, тъй като е сума на първите пет триъгълни числа.
- 35 е петоъгълно число.
- 35 = 2³+3³

## Други
- 35 е атомният номер на елемента бром.
- 35 mm е най-популярният размер фотографски филм.
- 35-ият ден от годината е 4 февруари.